# حزب الله (الكويت)
حزب الله في الكويت أو حزب الله الكويتي أو حزب الله الكويت هو جماعة شيعية مُسلَّحة محظورة في الكويت. نفّذت في ثمانينيات القرن العشرين - بمساعدة حزب الدعوة العراقي وحزب الله اللبناني - عدّة عمليات إرهابية ضد الكويتيين والأجانب، والمنشآت العامة والصناعية والنفطية والمطار، إضافة للبعثات الدبلوماسية المعتمدة في الكويت. كان أشهرها مشاركته في تفجيرات الكويت في العام 1983، إضافة إلى المساهمة في محاولة اغتيال أمير الكويت الشيخ جابر الأحمد الجابر الصباح في العام 1985. وفي 13 أغسطس 2015 تمكّنت القوات الأمنية الكويتية من كشف أكبر خلية تابعة لهذا الحزب مُرتبطة بإيران ومدعومة من حزب الله اللبناني، عُرفت باسم خلية العبدلي، حيث ضُبط مع الخلية على 19 ألف كيلوغرام ذخيرة و144 كيلوغرامًا من المُتفجرات و68 سلاحًا متنوّعًا و204 قنابل يدويَّة، إضافة إلى صواعق كهربائية و56 قذيفة آر بي جي، وهي ترسانة الأسلحة الأكبر في تاريخ الكويت التي تضبط لدى جماعة إرهابية.

## عنه
نشأ حزب الله الكويتي في بداية ثمانينات القرن العشرين، ونشط تحت أسماء وهمية عديدة في شكل منظّمات مُسلحة مُتطرفة، أبزرها طلائع تغيير النظام للجمهورية الكويتية، صوت الشعب الكويتي الحر، منظمة الجهاد الإسلامي وقوات المنظمة الثورية، وكان ارتباط معظم أعضاءه بالحرس الثوري الإيراني، وقد خضعوا في المعسكرات الإيرانية وفي لبنان - في حواضن حزب الله اللبناني - لدورات عسكرية مكثفة.